# Jurij Bażanow
Jurij Pawłowicz Bażanow (ros. Ю́рий Па́влович Бажа́нов; ur. 10?/23 kwietnia 1905 w Koziatynie, zm. 8 stycznia 1975 w Charkowie) – radziecki dowódca wojskowy, marszałek artylerii.

## Życiorys
Był synem kolejarza. W 1920 wstąpił do Armii Czerwonej. W 1926 skończył szkołę artylerii w Kijowie, a w 1936 Akademię Artylerii Armii Czerwonej im. Feliksa Dzierżyńskiego. Początkowo pomocnik dowódcy batalionu, potem dowódca dywizjonu artylerii. W 1929 wstąpił do WKP(b). 1938–1942 naczelnik szkoły artylerii w Moskwie, następnie dowódca grupy operacyjnej jednostki artylerii na Froncie Północno-Zachodnim i Froncie Bałtyckim. sierpień 1944 – marzec 1945 zastępca dowódcy artylerii Frontu Bałtyckiego, potem do sierpnia 1945 dowódca artylerii 39 Armii. Brał udział w rozbijaniu Armii Kwantuńskiej w Mandżurii na Froncie Wschodnim w sierpniu 1945. Od 1949 dowódca artylerii Przymorskiego Okręgu Wojskowego, w 1953 ukończył Akademię Sztabu Generalnego Sił Zbrojnych ZSRR im. K. Woroszyłowa w Moskwie, po czym został dowódcą artylerii Dalekowschodniego Okręgu Wojskowego. 1955-1973 komendant Wojskowo-Inżynierskiej Akademii Radiotechnicznej Obrony Powietrznej im. marsz. ZSRR Goworowa w Charkowie. 18 czerwca 1965 mianowany marszałkiem artylerii, w 1968 otrzymał tytuł profesorski. Od sierpnia 1973 wojskowy inspektor-doradca Grupy Generalnych Inspektorów Ministerstwa Obrony ZSRR.
Pochowany w centralnej alei Drugiego Cmentarza Miejskiego w Charkowie pod pomnikiem Bohaterów-Wyzwolicieli. W dawnym budynku Akademii Wojskowo-Inżynierskiej w Charkowie i w szkole nr 2 w Koziatynie, w której był uczniem, wmurowano tablice pamiątkowe.

## Awanse
- generał major artylerii 24 marca 1942;
- generał porucznik artylerii 22 sierpnia 1944;
- marszałek artylerii 18 czerwca 1965.

## Odznaczenia
- Order Lenina (dwukrotnie)
- Order Czerwonego Sztandaru (trzykrotnie)
- Order Kutuzowa I stopnia (dwukrotnie)
- Order Suworowa II stopnia
- Order Kutuzowa II stopnia
- Order Czerwonej Gwiazdy (dwukrotnie)
- Medal „Za zwycięstwo nad Niemcami w Wielkiej Wojnie Ojczyźnianej 1941-1945"
- Medal „Za zwycięstwo nad Japonią”
- Order Gwiazdy Polarnej (Mongolia)

i inne.